# BURN THE SECRET
『BURN THE SECRET』（バーン・ザ・シークレット）は、WANDSの6枚目のアルバム。2019年に第5期としての活動再開後初、前作『AWAKE』以来21年ぶりのオリジナルアルバム。
タイトルは「秘密を燃やせ」という意味で「隠すものなど一切ない、ありのままで剥き出しのWANDSサウンドが封じ込められた作品」と紹介されている。「Burning Free」や「Secret Night 〜It's My Treat〜 [WANDS 第5期ver.]」など、アルバムタイトルを思わせる曲も収録されているが、これはあくまで偶然である。

## 概要
本作は、第5期として活動を再開して発売したシングル2曲を含むオリジナル楽曲と、過去のWANDSの楽曲をリアレンジした楽曲で構成されたアルバムとなっている。ボーカルの上原大史は全部オリジナル曲で行きたいという個人的な気持ちもあったが、過去のWANDSの楽曲をまた聴ける状態にしたいという活動方針もあったことからリアレンジ曲も収録された。結果的に違和感がなく、統一感のある作品になったという。
リアレンジ曲は、プロデューサーの提案を基に決定した。ギターの柴崎浩は第3期に所属していないが、第3期の楽曲も入れたいという思いがあり、第3期からは「明日もし君が壊れても」がリアレンジされ収録された。配分はファンの様々な意見も考慮し、プロデューサーに委ねたという。キーボードの木村真也は今のWANDSと過去のWANDSを繋ぐ接着剤の役割をしているアルバムになっていると総評している。
上原は制作の当初はこれまでのWANDSとかけ離れすぎないことを意識したが、制作の後半はあまり気にならなくなり、今までのWANDSになかったテイストを提示した方が面白いと感じるようになったという。
2020年8月28日に本アルバムのリリースが告知され、10月16日には収録曲「David Bowieのように」のMVが公開された。同日にはWANDSとしては27年ぶりとなるテレビ朝日「ミュージックステーション」への出演があったが、披露した曲は本アルバムの収録曲ではない「世界が終るまでは…」だった。

## ライブ
アルバム発売後の2020年10月31日と11月1日に配信ライブ「WANDS Streaming Live 〜BURN THE SECRET〜」を開催した。1日目はファンクラブ会員限定で、2日目の一般公演の模様は2021年4月7日発売のBlu-ray「WANDS Streaming Live 〜BURN THE SECRET〜」に収録されている。
| 日程                | 開催地 | 会場               | 備考                                                                              |
| ------------------- | ------ | ------------------ | --------------------------------------------------------------------------------- |
| 2020年10月31日 (土) | 大阪   | 梅田クラブクアトロ | ファンクラブ「WANDER-LAND NEO」の会員のみ視聴可能。Liveパフォーマンスは事前収録。 |
| 2020年11月1日 (日)  | 大阪   | 梅田クラブクアトロ | 一般公演。Liveパフォーマンスは事前収録。                                          |

なお、元々はアルバムリリース前に全国ツアーを行う予定だったが、新型コロナウイルス感染拡大の影響で開催を断念した。
| 日程                 | 開催地 | 会場                 | 備考         |
| -------------------- | ------ | -------------------- | ------------ |
| 2020年10月7日 (水)   | 大阪   | 梅田クラブクアトロ   | 全公演中止。 |
| 2020年10月15日 (木)  | 愛知   | 名古屋クラブクアトロ | 全公演中止。 |
| 2020年10月26日（月） | 東京   | 渋谷クラブクアトロ   | 全公演中止。 |

## 収録曲

### CD
| 全編曲: 柴崎浩（except M-6 編曲：大島こうすけ）。 |                                                      |                  |              |       |
| #                                                 | タイトル                                             | 作詞             | 作曲         | 時間  |
| 1.                                                | 「David Bowieのように」                              | 上原大史         | 柴崎浩       | 3:52  |
| 2.                                                | 「抱き寄せ 高まる 君の体温と共に」                   | 上原大史         | 柴崎浩       | 4:00  |
| 3.                                                | 「賞味期限切れ I Love you」                          | 上原大史         | 柴崎浩       | 3:53  |
| 4.                                                | 「Secret Night 〜It's My Treat〜 [WANDS 第5期ver.]」 | 上杉昇           | 栗林誠一郎   | 5:26  |
| 5.                                                | 「Burning Free」                                     | 上原大史         | 柴崎浩       | 3:36  |
| 6.                                                | 「真っ赤なLip」                                      | 上原大史         | 大島こうすけ | 4:42  |
| 7.                                                | 「明日もし君が壊れても [WANDS 第5期ver.]」           | 坂井泉水         | 大野愛果     | 4:14  |
| 8.                                                | 「もっと強く抱きしめたなら [WANDS 第5期ver.]」       | 上杉昇・魚住勉   | 多々納好夫   | 4:58  |
| 9.                                                | 「世界中の誰よりきっと [WANDS 第5期ver.]」           | 上杉昇・中山美穂 | 織田哲郎     | 4:01  |
| 10.                                               | 「アイリメンバーU」                                  | 上原大史         | 上原大史     | 3:27  |
| 合計時間:                                         | 合計時間:                                            | 合計時間:        | 合計時間:    | 42:09 |

### DVD（初回限定盤のみ）
1. 真っ赤なLip (MUSIC VIDEO)
2. 抱き寄せ 高まる 君の体温と共に (MUSIC VIDEO)
  - 本作リリース記念に新たに製作されたバージョン。
3. Secret Night 〜It's My Treat〜 [WANDS 第5期ver.] (Shortver.)
  - 1コーラスのみ。

## 楽曲解説
- シングル収録曲の詳細は、各項目を参照。

1. David Bowieのように
  - ミュージックビデオが製作され、本アルバムのリリースに先駆け10月16日にWANDSの公式YouTubeチャンネルにて公開された[9]。
  - 曲のタイトルにデヴィッド・ボウイが使用されているが、これはプロデューサーの長戸大幸の「サビの頭に具体的な地名や人物の名前を入れるのはどうか？」というアドバイスを受けて思いついたものである。タイトルが決まるまで歌詞も何パターンかあり、試行錯誤したという[8][6]。また、デヴィッド・ボウイの他にローリング・ストーンズも思い浮かんだという[13]。
  - 上原は、もしも自分以外のアーティストが「David Bowie」というフレーズを用いて歌っていたらどう思うかを考え、それをキャッチーだと捉えた[8]。
  - ところが、「David Bowie」というフレーズに対して、柴崎は濃すぎるのではないかと危惧し、上原もキャッチーで覚えやすいものはダサさと紙一重だという懸念を抱いていた。その際上原は、それをキャッチ―に聴かせられるかどうかは自分次第だとし、柴崎にその旨を伝えると、柴崎は「この歌詞をスパッと歌えるなら歌ってくれ」とアドバイスした。結果として、メロディのキャッチーさより数倍インパクトのあるサビになったと柴崎は顧みた[6]。
  - 柴崎は、この曲を上原に低い音域で歌ってほしいという想いがあった[6]。
  - 柴崎は、歌詞だけでなく作曲の面でも試行錯誤したと語っている。最初はメロディのパーツをたくさん組み合わせていたが、長戸の提案でより簡潔かつ明解にすべく大幅に削った。また、ヴァースからサビへ転調をするかどうかも色々とパターンを試しつつ、最終的には転調しないことになった[8]。
  - 木村は、今までに挑戦してきたクラシックと比べてもこの曲は演奏が難しいと語った。具体的には、4分の4拍子の曲だが、コードチェンジのタイミングが4拍目になっており、その対応が難しいとしつつ、曲自体は大変かっこよくて気に入っている[8]。
2. 抱き寄せ 高まる 君の体温と共に
  - 2020年5月20日にリリースされた17thシングル。第5期WANDSとしては2枚目のシングル。
  - BSテレビ東京土曜ドラマ9『サイレント・ヴォイス season2』の主題歌。
3. 賞味期限切れ I love you
  - 上原は、この曲の歌詞について、これまでの自身のイメージとは異なっており、生々しさや毒がある雰囲気で、聴く人が冷やっとする内容であると認識している。こうした踏み込んだ男女関係の物語にもまた面白味があり、それも上原大史の一面とし、サラっと書き上げたものだという[14]。
  - 上原は、音的にも爽やかではない曲だったため、歌詞もどろっと、抽象的というよりリアルな方に振り切ったと語った。交際を申し入れたものの、やがてその熱は冷め、気づけば他の女性に目移りしてしまうという歌詞の内容について、上原は誰しも経験があることではないかとし、木村もこれに共感を示した。ただし、あくまで全て上原の実体験という訳ではなく、フィクションも織り交ぜられている[8]。
  - 初期のWANDSに通じる横ノリのナンバーと柴崎が述べており、Aメロ→間奏→Aメロ→サビという構成になっていることから、飽きさせずに曲を進行させていくことを考えながら作られた[14]。ジャズで用いるようなコードをたくさん使ったといい、グルーヴにこだわったという[8]。
  - 木村の認識では、特に第3期はライブハウスで楽器陣がやりとりするような曲はなかったこともあり、WANDSの楽曲にはライブでセッションできるような曲があまりないイメージだった。そのため、この曲は新鮮に感じたという[14]。
  - 柴崎は、「賞味期限切れ I love you」というフレーズは自分の世代とは違う新しいセンスであり、その面では上原に対して信頼を置いている[15]。
4. Secret Night 〜It's My Treat〜 [WANDS 第5期ver.]
  - 1995年2月13日にリリースされた9thシングルの新録。
  - 原曲は栗林誠一郎の「IT'S MY TREAT」で、第2期WANDSの「Secret Night 〜It's My Treat〜」には「英作詞（“It's My Treat”）栗林誠一郎」のクレジットが併記されていたが、本アルバムにはそのクレジットはない。
  - 本作リリース前の9月19日に先行配信された。TBS系列『CDTVサタデー』9月度エンディングテーマ。第2期WANDSのこの曲も「CDTVサタデー」の前身番組「COUNT DOWN TV」1995年1月・2月のオープニングテーマとして使用されていた[16]。
  - サウンドは当時とほとんど同じものにすることを意識していたが、上原の歌のフィーリングで印象が違うものができたとメンバーは述べている[6]
  - 柴崎は、原曲のドラムを担当した青山純の音色と演奏が素晴らしく、それを超えるのは困難で、全体の完成度も高い曲であったため、まずはそこに近づけようと努めた。原曲から変えた部分もあるものの、この曲含め他のリアレンジ曲でも曲の印象が大きく変わらない範囲でアップデートしようと考えていた。また、挑戦的なアレンジより、上原が歌うこの曲を聴いてもらおうという気持ちが強かった[15]。
5. Burning Free
  - 第5期WANDSとして最初に作られた楽曲。曲の構成が次々と変わり、その都度上原に歌詞を書き直してもらったという[14]。
  - 木村と柴崎が久しぶりに会ったときに、ハンドクラップはどういう音色がいいか、クラップではないとしたらどのような音色がいいかを話し合った[14]。
  - 上原は、様々な葛藤があったゆえに開き直った歌詞だとし、この曲にこの歌詞は相応しくないという意見に対しても毅然と進んでいく気持ちが表れていると語った[14]。
  - 例えば「ぴょんと跳ねりゃ 飛んでイって そんでもって 壺中の天」の「イって」がカタカナになっている部分や「気焔の華 咲き散らそう 燃え尽きて カラッポになりましょう」は完全に下ネタだが、そのような言葉を人生と重ね合わせているという[14]。
  - この曲は柴崎曰く、上原が最初のテイクから最もシャウトして歌っていた曲で、上原は上杉昇を求められるプレッシャーから遊離した曲だとしている。木村は、この曲を聴いて上原らしさが出てきていると感じた[14]。
6. 真っ赤なLip
  - 2020年1月29日リリースの16thシングル及び第5期最初のシングル。
  - 読売テレビ・日本テレビ系アニメ『名探偵コナン』の51番目のオープニングテーマ。
7. 明日もし君が壊れても [WANDS 第5期ver.]
  - 1998年6月10日リリースの14thシングルの新録。第3期の楽曲としては初の再録曲。
  - 原曲にもコーラスで参加していた川島だりあが第5期Ver.にもコーラスで参加した。
  - 柴崎は、この時期の曲はやりたくないということは思っていないので、深読みをされたくなかったため第3期の曲を入れたいという気持ちがあった。全部WANDSの曲なので分け隔てなく入れたかったという[6]。
  - 柴崎曰く、杉元一生が弾いたギターソロをどうすべきか、その点については上原と同じような立場だった。コピーしてみてカッコいいフレーズだと思えばそのまま弾き、自分らしくアレンジしてみようと思った箇所はアレンジを施してみた[17]。
  - 同曲のオリジナル版はWANDSとしての披露はテレビやライブで一度も無かったが、2020年10月31日と11月1日に行われた配信ライブ「WANDS Streaming Live 〜BURN THE SECRET〜」で【WANDS第5期 Ver.】として初披露。2019年にWANDSが再始動して以降、最初に披露された第3期WANDSの楽曲となった。
8. もっと強く抱きしめたなら [WANDS 第5期ver.]
  - 1992年7月1日リリースの3rdシングルの新録にして16thシングル「真っ赤なLip」のc/w曲。
  - 本アルバムに収録されている唯一の第1期の楽曲。
9. 世界中の誰よりきっと [WANDS 第5期ver.]
  - 1992年10月28日リリースの中山美穂とのコラボレーション・シングルの新録。
  - 柴崎と木村は、この曲と次の「アイリメンバーU」の流れを気に入っている[18]。
10. アイリメンバーU
  - アルバム唯一で、WANDSで初めての上原作曲の楽曲である。収録曲が決まっていき全体像を見た時にもう少し違った色があった方がいいと思った柴崎が上原のデモ曲を聴き、収録する流れとなった[18]。
  - 上原が上京した時のエピソードを基にした楽曲である[8][18]。歌詞のストーリーの8割程は実体験で、上原は、生まれが九州で20歳頃に上京してきたこと、当時付き合っていた彼女がいたこと、東京と九州の遠距離恋愛に難儀し、話し合いの末約1年後に別れたことなどを明かした。柴崎は、このように上原が個人的なエピソードを明かしたことを良い感じがすると指摘した[18]。
  - 当初、上原はサビ始まりで作っていた。暫くして長戸がAメロから始めることを提案、そこで静かな雰囲気から始めようとなり、イントロにギターのフレーズを追加した[18]。
  - 柴崎は、この曲のイントロなどのフレーズと音色は上手くいっていたと振り返った[17]。
  - 上原は、本アルバムの中でこの曲に対する思い入れが強いと語った[13]。

## 参加ミュージシャン

### WANDS
- 上原大史
  - Vocal
  - Chorus (#1-7,#10)
- 柴崎浩
  - Guitar
  - Chorus (#1,#2,#6,#8,#9)
- 木村真也
  - Keyboards
  - Chorus (#9)

### ゲストミュージシャン
- Additional Piano：小野塚晃 (#3)
- Chorus：川島だりあ (#6,#7)
- Chorus：高橋ニーコ from WWEEZZ (#10)
- Chorus：早乙女カリナ (#9)
- Chorus：神野友亜 from SARD UNDERGROUND (#9)
- Chorus：一条紀希 from BARNZ (#9)
- Chorus：Harada Nozomi (#9)
- Chorus：MARIN from TANKTOP SATURDAY SUNDAY (#9)
- Chorus：Yabuta Rika (#9)

## チャート成績
| チャート                            | 最高順位 | 出典   |
| ----------------------------------- | -------- | ------ |
| オリコン 週間アルバムランキング     | 4        | [ 19 ] |
| オリコン 合算アルバムランキング     | 7        | [ 20 ] |
| オリコン 週間ROCKアルバムランキング | 1        | [ 21 ] |
| Billboard Japan Hot Albums          | 4        | [ 22 ] |
| Billboard Japan Top Albums Sales    | 2        | [ 23 ] |
| Billboard Japan Download Albums     | 6        | [ 24 ] |

なお、2020年10月26日から10月28日の集計では、本アルバムが11,591枚を売り上げ、首位となっていた。また、10月28日付のオリコンデイリーアルバムランキングで1位を記録した。